# زکریا شهاب
زکریا شهاب (انگلیسی: Zakaria Chihab; ۵ مارس ۱۹۲۶ – ۱۹۸۴) کشتی‌گیر اهل لبنان بود.
از افتخارات وی میتوان به کسب مدال نقره کشتی فرنگی در بازی‌های المپیک تابستانی ۱۹۵۲ اشاره کرد.